# Bar-le-Duc
Bar-le-Duc è un comune francese di 15 950 abitanti capoluogo del dipartimento della Mosa nella regione Grand Est. È attraversato dal canale che unisce il Reno alla Marna. Fu capitale del Ducato di Bar.

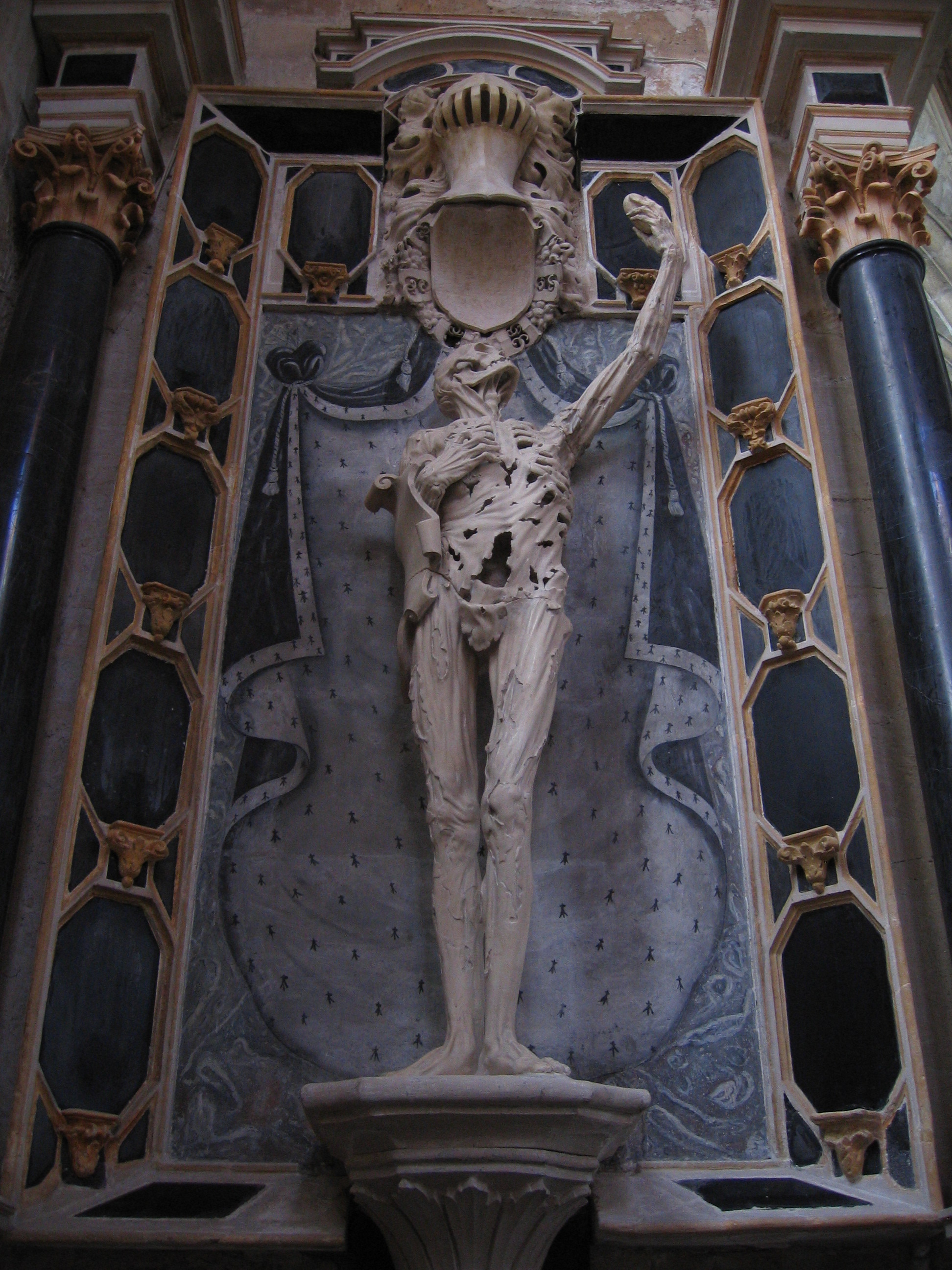
Le Transi de René de Chalon.

## Infrastrutture e trasporti

### Ferrovie
La stazione ferroviaria principale della città è la stazione di Bar-le-Duc.

## Società

### Evoluzione demografica
Abitanti censiti

## Amministrazione

### Gemellaggi
- Tambov
- Griesheim
- Wilkau-Haßlau
- Gyönk